# Västlig gulsydhake
Västlig gulsydhake (Eopsaltria griseogularis) är en fågel i familjen sydhakar inom ordningen tättingar.

## Utseende och läte
Västlig gulsydhake är en mycket liten tätting med grå ovansida, bjärt gul undersida, grått på övre delen av bröstet och smutsvit strupe. I flykten syns gul övergump och en ljus strimma på vingen. Den skiljer sig från östlig gulsydhake förutom i utbredningsområde även på det gråfärgade bröstet. Bland lätena hörs en långsam upprepad vissling, "chew-chew-chew" och ett grovt grälande ljud.

## Utbredning och systematik
Västlig gulsydhake förekommer i södra och sydvästra Australien. Den delas in i två underarter med följande utbredningsområde:
- Eopsaltria griseogularis griseogularis – förekommer i södra Australien (från Shark Bay till Eyrehalvön, South Australia)
- Eopsaltria griseogularis rosinae – förekommer i sydvästra Western Australia

## Levnadssätt
Västlig gulsydhake hittas i skogsområden. Där ses den sitta på låga grenar och på sidan av trädstammar, varifrån den faller ner på marken för att fånga ett byte.

## Status och hot
Arten har ett stort utbredningsområde, men tros minska i antal, dock inte tillräckligt kraftigt för att den ska betraktas som hotad. Internationella naturvårdsunionen IUCN listar arten som livskraftig (LC).